# État polyphasique
En chimie et en physique, un état polyphasique, état dispersé ou état fractionné est un mélange dans lequel une phase est sous la forme de grains ou gouttelettes dans une autre, la matrice, les deux phases étant liées. Il s'agit d'un mélange hétérogène, c'est-à-dire dont on peut distinguer les constituants à l'œil nu (ou du moins au microscope) ; c'est le contraire d'un mélange homogène.

## Description
Une phase est une région de l'espace dont les paramètres ou propriétés sont uniformes, ou du moins varient peu entre deux points voisins. Cela signifie une unité de la composition chimique, de l'état de la matière (solide ou liquide ou gazeux) et des propriétés physiques : mécaniques (élasticité...), optiques, électromagnétiques.
Le contact entre deux phases est la surface de séparation. Cette surface peut être plus ou moins plane, comme la surface d'une pièce métallique (séparation solide/gaz) ou la séparation huile/vinaigre dans une vinaigrette au repos. Elle peut être aussi plus ou moins sphérique, comme dans le cas d'une goutte d'eau.
Lorsqu'une des phases est sous la forme de grains ou gouttelettes mélangée dans une autre phase, appelée matrice, les deux phases étant intimement liées. C'est par exemple le cas des « yeux » d'huile dans la vinaigrette après agitation. On parle alors d'état polyphasique (émulsion), dispersé ou fractionné (pour la phase en grains). Il s'agit d'un mélange hétérogène, c'est-à-dire dont on peut distinguer les constituants à l'œil nu (ou du moins au microscope) ; c'est le contraire d'un mélange homogène.
Il existe trois sortes de mélanges hétérogènes :
- les mélanges hétérogènes simples qui se séparent en quelques minutes, parfois même en quelques secondes ;
- les mélanges hétérogènes de type suspension, qui prennent quelques jours ou même quelques heures à se séparer ;
- les mélanges hétérogènes de type colloïde, qui prennent des mois à se séparer.

On peut avoir les situations suivantes :
| matrice | phase fractionnée, dispersée | phase fractionnée, dispersée | phase fractionnée, dispersée |
| ------- | ---------------------------- | ---------------------------- | ---------------------------- |
|         | gaz                          | liquide                      | solide                       |
| gaz     | *                            | aérosol, brouillard          | poudre, aérosol              |
| liquide | bulle, mousse                | émulsion                     | lysole                       |
| solide  | mousse                       | gel                          | xérosole                     |

* : Un mélange de gaz est toujours homogène.

## Propriétés caractéristiques des états dispersés

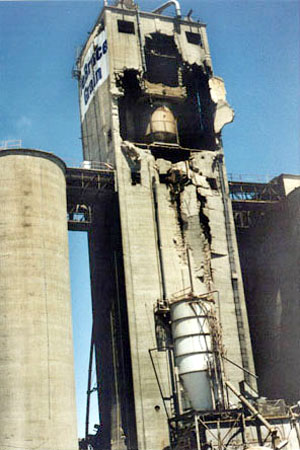
Explosion d'un silo à grain dans le Kansas, 1998.

Pour que l'on ait une phase dispersée dans une autre, il faut que les phases ne soient pas miscibles. Cela se modélise par une énergie liée à l'aire de la surface de contact, énergie appelée « tension superficielle ».
Une des propriétés fondamentales des états dispersés est liée à la surface de contact entre les phases. Cette surface de contact étant très importante, toutes les propriétés de surface (réactions chimiques, adsorption...) vont prendre une importance prépondérante. Cette surface de contact est aussi appelée « surface spécifique ». De fait, une phase fractionnée est beaucoup plus réactive qu'une phase massive, cela pouvant même provoquer des explosions si la réaction est exothermique :
- une poudre métallique peut provoquer une explosion par oxydation ;
- les silos à grain présentent des risques d'explosion en raison de la présence de poussière organique pouvant s'oxyder (s'enflammer) dans l'air ;
- le coup de poussière, un accident redouté dans les mines, est provoqué par l'oxydation (combustion) de la poussière de charbon dans l'air.

Lorsque l'on veut favoriser une réaction, on fractionne volontairement les réactants ou les catalyseurs (sous forme de poudre ou de mousse solide) :
- pour l'aluminothermie (par exemple soudage de rails), on mélange de la poudre d'hématite (oxyde de fer Fe2O3) et d'aluminium (Al) ;
- dans un moteur à combustion, on forme un aérosol d'essence ou de gazole dans de l'air (rôle du carburateur ou des injecteurs).